# Manuel Cabañas Pavia
Manuel Cabañas Pavia (nacido el 6 de febrero de 1890 en Ciudad, Teziutlán Puebla) empresario de origen Poblano el cual impulso el crecimiento y esparcimiento de recursos en la ciudad y estado de Puebla.
Mano derecha de Don William Oscar Jenkins Biddle. Fungió como patrono de la Fundación Mary Street Jenkins creada en octubre de 1954 por Don William Oscar Jenkins y su esposa doña Mary Street Jenkins. Don Manuel Cabañas Pavía reflejo nobleza y dedicación tanto en la fundación Jenkins como al estado de Puebla, realizando numerosas contribuciones benéficas en la ciudad de Puebla y sus alrededores. "Cruz Roja de Puebla","BUAP", "Universidad de las Américas Puebla","Clubs Alpha" Entre muchas más.
Dueño y Presidente de Hotel Paris, actualmente Hotel San Pedro. con dirección 2 oriente número 202 colonia Centro Puebla México. Hotel estilo colonial el cual data de mediados de 1500  "1542 fecha de escritura".